# Babcia (film 1940)
Babcia (czes. Babička) – czeski czarno-biały dramat filmowy w reżyserii Františka Čápa zrealizowany w 1940 w Protektoracie Czech i Moraw. Adaptacja powieści Boženy Němcovej, w polskim tłumaczeniu wydanej pod tytułem „Babunia”.

## Obsada
- Terezie Brzková jako babcia
- Nataša Tanská jako Barunka
- Marie Glázrová jako księżna pani
- Nora Cífková jako hrabina Hortensie
- Stanislav Neumann jako pisarz
- Jiřina Štěpničková jako Viktorka
- Božena Šustrová jako Kristla
- Vladimír Řepa jako Kudrna
- Marie Skalická jako Manči
- Marie Blažková jako młynarzowa
- Anna Steimarová jako kowalowa
- Gustav Nezval jako myśliwy
- Jaroslav Průcha jako myśliwy
- Helena Málková (Růžičková) jako dziecko Kudrny